# Coplas de Mingo Revulgo

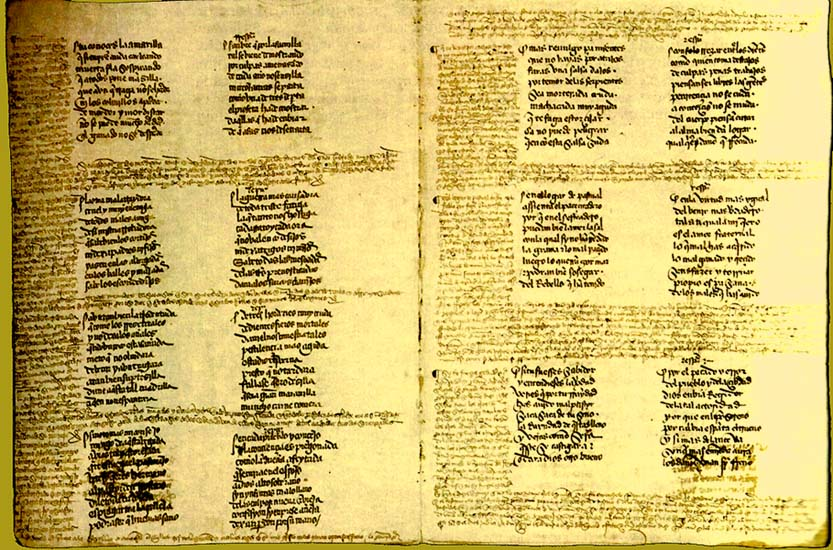
Coplas de Mingo Revulgo

Las Coplas de Mingo Revulgo (siglo XV) son treinta y dos novenas satíricas glosadas por Hernando del Pulgar. Se atribuyen a Íñigo de Mendoza o al propio Hernando de Pulgar, entre otros. 
En ellas, el pastor Gil Arribato (arri- de ariolor, en latín y -bato de vaticinor, adivinar y profetizar), que representa a un adivino o profeta, le pregunta a otro pastor, Mingo Revulgo, que representa al pueblo, qué le pasa. Revulgo le relata sus infortunios, muestra como se han debilitado las cuatro virtudes cardinales principales, la Justicia, la Fortaleza, la Prudencia y la Temperancia, representadas por cuatro perras guardianas del ganado y que por esta causa los lobos están dañándolo. Arribato contesta que no se le pueden atribuir todas las penurias al pastor, que representa al rey Enrique IV de Castilla, sino que parte le corresponde al pueblo, que ha perdido las tres virtudes teologales, la Fe, la Esperanza y la Caridad. Anuncia que los desastres que están por llegar son la guerra, el hambre y la mortandad, y lo anima a practicar la oración, la confesión y la satisfacción. Por último, alaba la vida mediana, pues «es menos dañoso / pacentar  velando por lo costero, / que lo alto y hondonero / juro a mí que es peligroso».